# Barra da Estiva
Barra da Estiva é um município brasileiro do estado da Bahia.

## Geografia

### Clima
Barra da Estiva possui um clima tropical de altitude e é classificado na escala climática internacional de Köppen como Cwb, por apresentar um verão úmido e fresco causados pelas chuvas de verão e frentes frias vindas do sul do Brasil e invernos relativamente frios e mais secos. Barra da Estiva, possui um clima clima Oceânico, tipo Cwb criado por sua elevada altitude e sua posição no agreste baiano que leva a cidade a receber, ainda uma influência marítima, das massas nebulares vindas do oceano atlântico e das massas polares oceânicas advindas do Brasil meridional. Apesar de ter uma quantidade de chuvas inferior a diversas cidades com este tipo de clima, Barra da Estiva, chove anualmente o mesmo que o Clima Oceânico da semi-nublada Paris, na França. 
| Gráfico climático para Barra da Estiva, Bahia            | Gráfico climático para Barra da Estiva, Bahia | Gráfico climático para Barra da Estiva, Bahia | Gráfico climático para Barra da Estiva, Bahia | Gráfico climático para Barra da Estiva, Bahia | Gráfico climático para Barra da Estiva, Bahia | Gráfico climático para Barra da Estiva, Bahia | Gráfico climático para Barra da Estiva, Bahia | Gráfico climático para Barra da Estiva, Bahia | Gráfico climático para Barra da Estiva, Bahia | Gráfico climático para Barra da Estiva, Bahia | Gráfico climático para Barra da Estiva, Bahia |
| -------------------------------------------------------- | --------------------------------------------- | --------------------------------------------- | --------------------------------------------- | --------------------------------------------- | --------------------------------------------- | --------------------------------------------- | --------------------------------------------- | --------------------------------------------- | --------------------------------------------- | --------------------------------------------- | --------------------------------------------- |
| J                                                        | F                                             | M                                             | A                                             | M                                             | J                                             | J                                             | A                                             | S                                             | O                                             | N                                             | D                                             |
| 40 24 16                                                 | 26 24 16                                      | 48 24 16                                      | 22 23 16                                      | 9 22 15                                       | 11 21 14                                      | 11 20 13                                      | 9 21 13                                       | 7 23 14                                       | 32 24 15                                      | 71 24 16                                      | 99 24 16                                      |
| Temperaturas em °C • Precipitações em mmFonte: Meteoblue |                                               |                                               |                                               |                                               |                                               |                                               |                                               |                                               |                                               |                                               |                                               |

| Mês                          | Jan          | Fev          | Mar         | Abr          | Mai         | Jun          | Jul          | Ago         | Set         | Out         | Nov          | Dez          | Ano            |
| ---------------------------- | ------------ | ------------ | ----------- | ------------ | ----------- | ------------ | ------------ | ----------- | ----------- | ----------- | ------------ | ------------ | -------------- |
| Recorde alta °C (°F)         | 27.0 (80.6)  | 27.0 (80.6)  | 27.0 (80.6) | 26.0 (78.8)  | 25.0 (77)   | 24.0 (75.2)  | 24.0 (75.2)  | 25.0 (77)   | 27.0 (80.6) | 29.0 (84.2) | 28.0 (82.4)  | 27.0 (80.6)  | 29 (84.2)      |
| Média alta °C (°F)           | 24.0 (75.2)  | 24.0 (75.2)  | 24.0 (75.2) | 23.0 (73.4)  | 22.0 (71.6) | 21.0 (69.8)  | 20.0 (68)    | 21.0 (69.8) | 23.0 (73.4) | 24.0 (75.2) | 24.0 (75.2)  | 24.3 (75.7)  | 22.86 (73.14)  |
| Média diária °C (°F)         | 20.0 (68)    | 20.0 (68)    | 20.0 (68)   | 19.5 (67.1)  | 18.5 (65.3) | 15.5 (59.9)  | 16.5 (61.7)  | 17.0 (62.6) | 18.5 (65.3) | 19.5 (67.1) | 20.0 (68)    | 20.0 (68)    | 18.75 (65.75)  |
| Média baixa °C (°F)          | 16.0 (60.8)  | 16.0 (60.8)  | 16.0 (60.8) | 16.0 (60.8)  | 15.0 (59)   | 10.0 (50)    | 13.0 (55.4)  | 13.0 (55.4) | 14.0 (57.2) | 15.0 (59)   | 16.0 (60.8)  | 16.0 (60.8)  | 14.7 (58.4)    |
| Recorde baixa °C (°F)        | 14.0 (57.2)  | 14.0 (57.2)  | 14.0 (57.2) | 14.0 (57.2)  | 12.0 (53.6) | 6.0 (42.8)   | 5.0 (41)     | 6.0 (42.8)  | 11.0 (51.8) | 12.0 (53.6) | 13.0 (55.4)  | 14.0 (57.2)  | 5 (41)         |
| Média precipitação mm (pol.) | 40.0 (1.575) | 26.0 (1.024) | 48.0 (1.89) | 22.0 (0.866) | 9.0 (0.354) | 11.0 (0.433) | 11.0 (0.433) | 9.0 (0.354) | 7.0 (0.276) | 32.0 (1.26) | 71.0 (2.795) | 99.0 (3.898) | 632.0 (24.882) |
| Média de dias chuvosos       | 9.9          | 9.5          | 12.0        | 9.6          | 8.3         | 8.5          | 8.3          | 8.0         | 5.5         | 7.0         | 11.9         | 12.7         | 111.2          |
| Fonte: Meteoblue.            |              |              |             |              |             |              |              |             |             |             |              |              |                |